# Liste der Biografien/Brio
Liste der Biografien |
Portal Biografien |
Personensuche
# |
A |
B |
C |
D |
E |
F |
G |
H |
I |
J |
K |
L |
M |
N |
O |
P |
Q |
R |
S |
T |
U |
V |
W |
X |
Y |
Z |
?
 
Ba |
Be |
Bd |
Bg |
Bh |
Bi |
Bj |
Bl |
Bm |
Bn |
Bo |
Br |
Bs |
Bu |
Bw |
By |
Bz
 
Bra |
Brc |
Brd |
Bre |
Brg |
Bri |
Brj |
Brk |
Brl |
Brn |
Bro |
Brp–Brt |
Bru |
Brv |
Bry |
Brz
 
Bria |
Brib |
Bric |
Brid |
Brie |
Brif |
Brig |
Brij |
Brik |
Bril |
Brim |
Brin |
Brio |
Briq |
Brir |
Bris |
Brit |
Briv |
Briw |
Brix |
Briz
Die Liste der Biografien führt alle Personen auf, die in der deutschsprachigen Wikipedia einen Artikel haben. Dieses ist eine Teilliste mit 30 Einträgen von Personen, deren Namen mit den Buchstaben „Brio“ beginnt.

## Brio
- Brio, Sergio (* 1956), italienischer Fußballspieler und -trainer

### Brioc
- Briocus von Saint-Brieuc, Bischof von Saint-Brieuc

### Brioi
- Briois, Steeve (* 1972), französischer Politiker (Front National), MdEP

### Briol
- Brioli, Laura (* 1967), italienische Opernsängerin (Mezzosopran)

### Brion
- Brion, Françoise (* 1933), französische Bühnen-, Film- und Fernsehschauspielerin
- Brion, Friederike († 1813), elsässische Pfarrerstochter, erste große Liebe von Johann Wolfgang GoetheFriederike Brion († 1813)

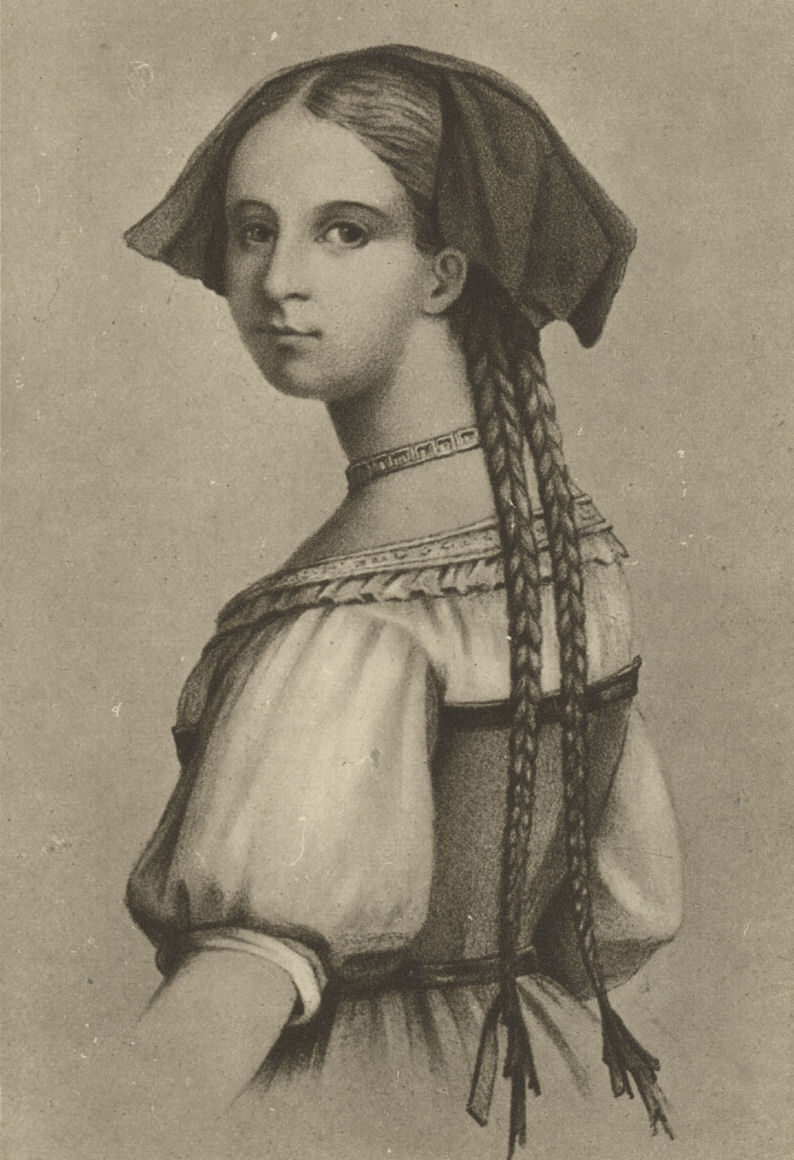
Friederike Brion († 1813)

- Brion, Georg (1873–1950), deutscher Elektroingenieur und Hochschullehrer
- Brion, Gustave (1824–1877), französischer Maler
- Brion, Hélène (1882–1962), französische Frauenrechtlerin und Pazifistin
- Brion, Jacques Albert (1843–1910), französischer Architekt
- Brion, Jacques de (1667–1728), preußischer Generalmajor
- Brion, Jon (* 1963), US-amerikanischer Sänger, Komponist und Musikproduzent
- Brion, Marcel (1895–1984), französischer Schriftsteller und Kunstkritiker
- Briones, Carlos (* 1968), mexikanischer Fußballtorhüter
- Briones, Isa (* 1999), britisch-US-amerikanische Schauspielerin
- Briones, Jon Jon (* 1965), US-amerikanischer Musicaldarsteller und Filmschauspieler
- Briones, Manuel (* 1894), philippinischer Politiker
- Briones, Teo (* 2005), britischer Kinderdarsteller
- Brionne, Trude (1907–1995), deutsche Schauspielerin bei Bühne und Film

### Brios
- Brioschi, Anton (1855–1920), österreichischer Landschafts-, Marine- und Hoftheatermaler und Grafiker
- Brioschi, Antonio, italienischer Komponist der Frühklassik
- Brioschi, Carlo (1826–1895), österreichischer Theatermaler
- Brioschi, Francesco (1824–1897), italienischer Mathematiker
- Brioschi, Giuseppe (1802–1856), italienisch-österreichischer Dekorationsmaler
- Brioschi, Othmar (1854–1912), österreichisch-italienischer Landschaftsmaler
- Briosco, Andrea (1470–1532), italienischer Bildhauer
- Briosco, Benedetto, italienischer Bildhauer der Renaissance

### Briot
- Briot, Charles (1817–1882), französischer Mathematiker
- Briot, François († 1616), französischer Zinngießer und Medailleur

### Briou
- Briouze, Loretta de, englische Adlige und Einsiedlerin